# Govenia liliacea
Govenia liliacea är en orkidéart som först beskrevs av Juan José Martinez de Lexarza, och fick sitt nu gällande namn av John Lindley. Govenia liliacea ingår i släktet Govenia och familjen orkidéer. Inga underarter finns listade i Catalogue of Life.